# Jota (danza)

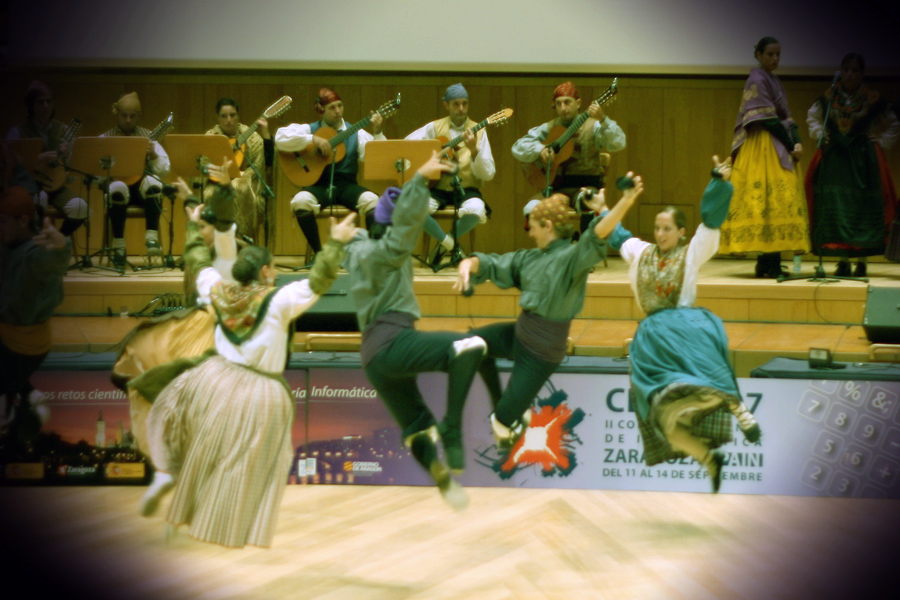
Jota aragonesa

La jota (in spagnolo jota [ˈxota], in catalano jota [ˈdʒɔta], in aragonese hota [ˈxota] o ixota [iˈʃota], in asturiano xota [ˈʃota] e in gallego xota [ˈʃɔta]) è una danza folcloristica spagnola estesa in gran parte della Spagna.
Varia secondo le regioni. Le più conosciute e popolari sono la jota de Aragón, quella della Mancia, quella di Castilla y León, quella di Navarra e La Rioja, la «montañesa» di Cantabria, quella dell'Asturia, quella della Galizia, quella dell'Estremadura, quella dell'Alta Andalucía e quella della Murcia.
Intesa come rappresentazione scenica, la jota si canta e si balla con l'accompagnamento delle castañuelas (nacchere) e gli interpreti sogliono andar vestiti con costumi regionali. A Valencia, anticamente, si ballava la jota alla cerimonia delle sepolture, così come in Catalogna, e specialmente nelle zone prossime all'Ebro (Amposta, Tortosa). Anche nelle Canarie le jotas e rondallas (frottole) con le loro caratteristiche peculiari erano la parte del folclore più rinomata, oggigiorno un po' scomparsa per l'eccessiva protezione verso altri stili considerati "più autoctoni".

## Etimologia
Il nome proviene dall'antico xota, che deriva dal mozarabico *šáwta, salto, a sua volta derivato dal latino saltāre, ballare. Alcune teorie dicono che questo ballo nacque a Valencia, da cui la parola in valenciano antico xotar (rimbalzare o saltare), che passò al castigliano come "jota".

## Caratteristiche
Il suo ritmo suole essere definito in 3/4, nonostante alcuni autori sostengono che il 6/8 si adatta meglio alla struttura del ciclo coreografico e strofico. Le armonizzazioni popolari più abituali si adattano agli accordi di prima, quarta e quinta del modo maggiore con settima dominante. Per la sua interpretazione si utilizzano chitarre, mandole (bandurrias), liuti (laúdes), dulzaina e tamburi alla castigliana, e nel caso della cantabrica, asturiana e gagliega da cornamuse (gaitas), pitu montanaro pitu montañés, tamburello a sonagli (panderetas), tamburi e grancassa (bombo). Le esibizioni si cantano e ballano con abiti regionali e nacchere (castañuelas), il che non è tanto abituale quando è praticata como svago (diversión) o ballo sociale (baile social). Il contenuto delle canzoni è molto vario; dal patriottismo, alla religione, alle birichinate (picardías) sessuali. Prevalgono quelle che hanno utilità come generatrici di coesione nell'ambito della gente del posto (pueblo) che le balla.
I passi che eseguono i danzatori somigliano a quelli del valzer, nonostante nel caso della jota c'è più variazione. La struttura metrica suole scriversi in quartine (quartetos) di ottonari (octosílabos), con assonanza del primo e terzo verso.

## Autori non spagnoli
Alcuni autori musicisti non spagnoli hanno utilizzato lo stile della jota per comporre alcune loro opere:
- Michail Glinka, compositore russo (1804-1857), dopo un viaggio in Spagna utilizzò lo stile della jota nella sua opera La jota aragonesa.
- Liszt, pianista e compositore di origine ungherese (1811-1886), scrisse una jota per pianoforte solo, contenuta nella seconda parte della Rhapsodie espagnole.
- Saint-Saëns, compositore francese (1835-1921), compose una jota per orchestra; lo stesso fece il compositore russo Milij Alekseevič Balakirev (1837-1910) realizzando una trascrizione per pianoforte solo dell'opera di Glinka.
- Raoul Laparra, compositore francese (1876-1943), compose un'opera intitolata La jota.

## Jota aragonesa
La jota aragonesa è la più conosciuta delle manifestazioni del folclore musicale di Aragona. Si potrebbero datare le sue origini verso la fine del secolo XVIII, godendo il suo maggiore splendore durante il secolo XIX, acquisendo grand'auge dopo la Guerra di Indipendenza. La sua maestria, l'eleganza delle sue forme, la difficile esecuzione dei suoi passi di ballo e la peculiare forma di cantare, hanno fatto sì che la jota evolvesse, e che dalla fine del secolo XIX fosse portata in scena come spettacolo. La jota fu inclusa nelle operette (zarzuelas), films, nella coreografia di grandi festival, portata a concorsi e competizioni...
Gli stili di ballo, chiamati puri, per essersi conservati fino ai nostri giorni, corrispondono alle località di Calanda, Alcañiz, Andorra, Albalate e Zaragoza. Oggigiorno esistono infinità di coreografie moderne realizzate da e per i gruppi folclorici, jotas che sono state liberate, tra le più popolari nei repertori si trovano: Jota de San Lorenzo (Huesca), Jota vieja, Aragón tierra bravía, Gigantes y cabezudos, La Dolores (queste ultime appartengono alle zarzuelas dallo stesso nome), la danza de la Olivera...
Molto importanti sono anche, altri balli molto affini con la jota, come i boleros del secolo XVIII, emergendo quello di Alcañiz, quello di Caspe, e quello di Sallent de Gállego, che nonostante oggi siano molto influenzati dalla jota, a suo tempo goderono di grande popolarità, e si ballavano accompagnati da dulzainas e tamburi, come nella Jota Hurtada di Albarracín. Altre danze singolari, erano la Gitanilla de Andorra, con nastri (cintas), oggi coreografata come Danza de Andorra, la danza dei pañuelos de Remolinos, o le danze ottocentesche dei Pireneidel Pirineo, come il Cadril, il Villano, la Canastera o il Tin tan.
Tra i cantanti emergono le figure di grandi joteros come Pedro Nadal «el Royo del Rabal», Mariano Malandía «el Tuerto de las Tenerías», Juanito Pardo, Cecilio Navarro, Jesús Gracia, José Iranzo «el Pastor de Andorra» e del grande José Oto. Tra le voci femminili si possono segnalare quelle di Asunción Delmás, Pilar Gascón, Jacinta Bartolomé, Pascuala Perié, Felisa Galé o Pilar de las Heras.

## Jota navarra-riojana
Insieme alla aragonesa si conformano le famose jotas dell'Ebro. Joteros e joteras di questo tipo di cante vestono pantaloni o gonna bianca, alpargatas (sandali di corda) bianchi con nastri rossi, fascia rossa, camicia bianca e fazzoletto rosso. 
Nella metrica delle canzoni ci sono versi popolari, alcuni dei quali riferiti a temi del giorno per giorno tradizionale delle persone per le quali furono composte. Un esempio sono le jotas della vendemmia o i canti di Navarra. Altri temi sono quelli familiari, del campo o dell'amore e disamore. 
Normalmente nella parte strumentale della recitazione è protagonista una frottola (rondalla). 
Esistono scuole di jota in tutta la valle dell'Ebro attraverso i territori della Rioja e della Navarra ed è anche molto popolare, fra molte altre zone, a Miranda de Ebro e Tudela. Si realizzano diversi concorsi di questa arte che rappresenta una delle massime espressioni della cultura di questa zona.

## Jota montañesa
Anche conosciuta come ballo "A lu altu y a lu baju". Alcune persone dicono che la jota montañesa è una variante delle altre jotas nazionali, con le sue acusadas particolarità. 
La jota montañesa è di somma eleganza, con lievi movimenti ondulatori di mani, più lenta e signorile delle altre. Le donne devono, dunque, muoversi appena, quasi esclusivamente le mani, le braccia e i piedi portando il tempo (compás), senza movimenti bruschi che adesso si vedono e che sono propri di altre zone della Penisola, e con gli occhi bassi, fissi ai piedi del ballerino durante la prima parte dell'esecuzione.
Quando ci sono più ragazzi che ragazze, gli spaiati si dedicano a "revolver" (rigirare), vale a dire, entrano nel ballo e tolgono il posto a quelli che già stanno ballando, interponendosi fra essi.
Non solo da pandereteras (tamburelli a sonagli) deve essere accompagnata la jota. Nella città di Santander sappiamo che si contrattano dei gaiteros (zampognari). A Cabuérniga e nel resto dell'occidente cantabrico si suonava con gaita (cornamusa) e tamburo, e si suppone, più modernamente con il pitu montañés, pitu y el tambor. A Carmona portavano i ragazzi "triscos", piccole tarrañuelas.
Si chiamava "pajariteu" il movimento lieve e impercettibile delle anche della ragazza, "rusquiu" il jugueteo y escarceo, "triscar" il galoppo dato con i pollici e corazón producendo uno scricchiolio al tempo, e "tijireta" l'intreccio dei piedi dei ragazzi.
http://www.corosydanzasdesantander.com/fotosbailes/pericote.JPG
http://www.fotos-cantabria.com/3018-2/dia-de-campoo-12.jpg

## Jota castellana
Come già è stato esposto precedentemente, la jota castegliana (sia di Castilla y León che di Castilla-La Mancha) si suole accompagnare con chitarre, mandole (bandurrias), liuti (laúdes), dulzaina e tamburello. Tutto mentre la coppia di ballerini danza mantenendo le mani sopra la testa, di tanto in tanto accompagnandosi con nacchere (castañuelas). La jota castigliana, si balla con i caratterístici pasos saltados, un poco picada (risentita), ed è più sobria e meno movimentata e ariosa di quella d'Aragona. La musica va frequentemente accompagnata da canzoni che ricevono il nome di coplas. Queste a volte trattano dell'amore, delle nozze (nelle qualie si davano consigli ed elogi a gli sposi), della vita o della sua religiosità, ma quasi sempre si caratterizzano per l'aspetto picaresco e il gran senso umoristico.
La jota manchega, típica della Mancia, ha come caratterística propria i tratti della ronda. Le molte jotas manchegas le si conoscono anche come «Jota del Mantecado», perché era frequente cantarle e ballarle in giorni vicini al Natale (e anche in altre festività).

## Jota valenciana
La jota valenciana ricorda i balli di salón (sala) per i suoi cadenzati movimenti.
Molte località hanno la loro jota, come la valenciana , la Jota Vallera (Tavernes de la Valldigna), la cofrentina, la moixentina, del postiguet, la de Carlet o u i dos, la de Villena, ecc.
<dovete scriverci più cose>